# Phyllophaga roscida
Phyllophaga roscida är en skalbaggsart som beskrevs av Hermann Burmeister 1855. Phyllophaga roscida ingår i släktet Phyllophaga och familjen Melolonthidae. Inga underarter finns listade i Catalogue of Life.